# 4-я отдельная тяжёлая механизированная бригада
4-я отдельная тяжёлая механизированная бригада (укр. 4-та окрема важка механізована бригада (4 ОВМБр)) — формирование Сухопутных войск Украины. Ранее 4-я отдельная танковая бригада (укр. 4-та окрема танкова бригада). По организационно-штатной структуре бригада входит в состав 9-го армейского корпуса.

## История
Бригада была сформирована в конце 2017 года. В июле 2018 года прошла финальный этап боевого согласования на Гончаровском полигоне. После его завершения, была отправлена в зону ООС для участия в вооружённом конфликте на Донбассе, где заменила 17-ю танковую бригаду.

## Структура
- 1-й танковый батальон
- 2-й танковый батальон
- 3-й танковый батальон
- механизированный батальон
- 1-й стрелковый батальон
- 2-й стрелковый батальон
- 1 самоходно-артиллерийский дивизион
- 2 самоходно-артиллерийский дивизион
- реактивно-артиллерийская батарея
- подразделения сил поддержки
- подразделения логистического обеспечения

## Командование
- полковник Илья Егоров (8 марта 2022 — 1 мая 2023)[5]
- полковник Игорь Остымчук (с 2 мая 2023 — по настоящее время)

## Оснащение
- Т-72 различных модификаций
- Т-64 различных модификаций

## Символика

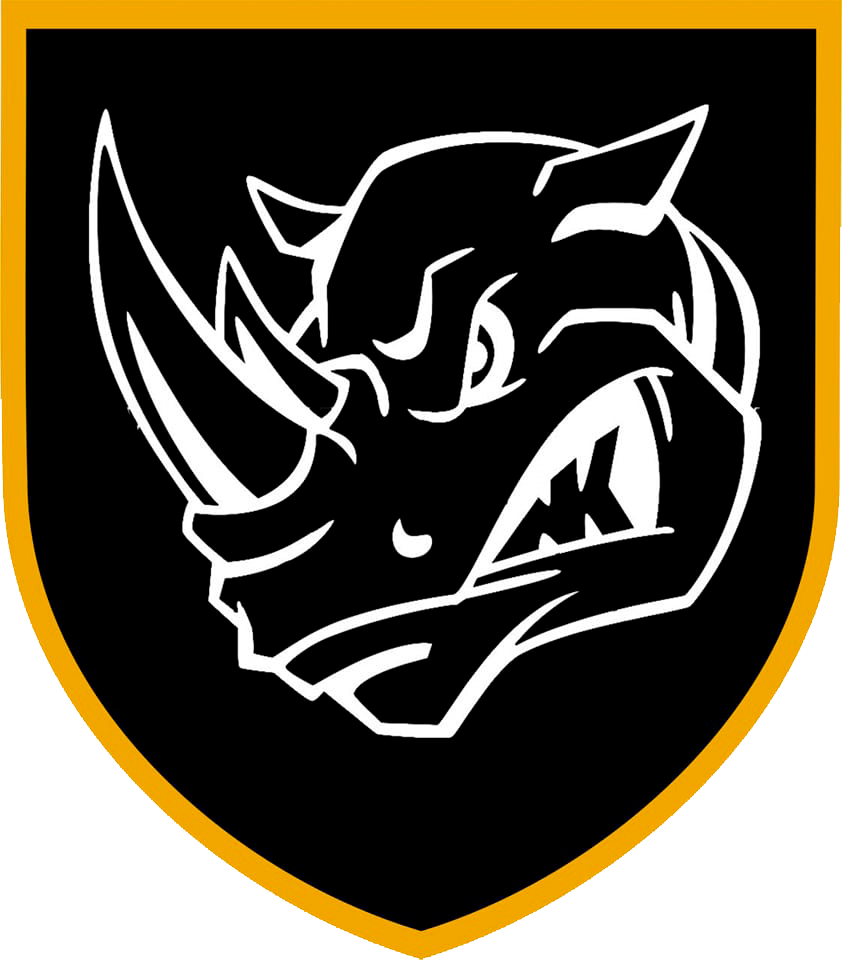
Первый нарукавный знак 4 ОТБр
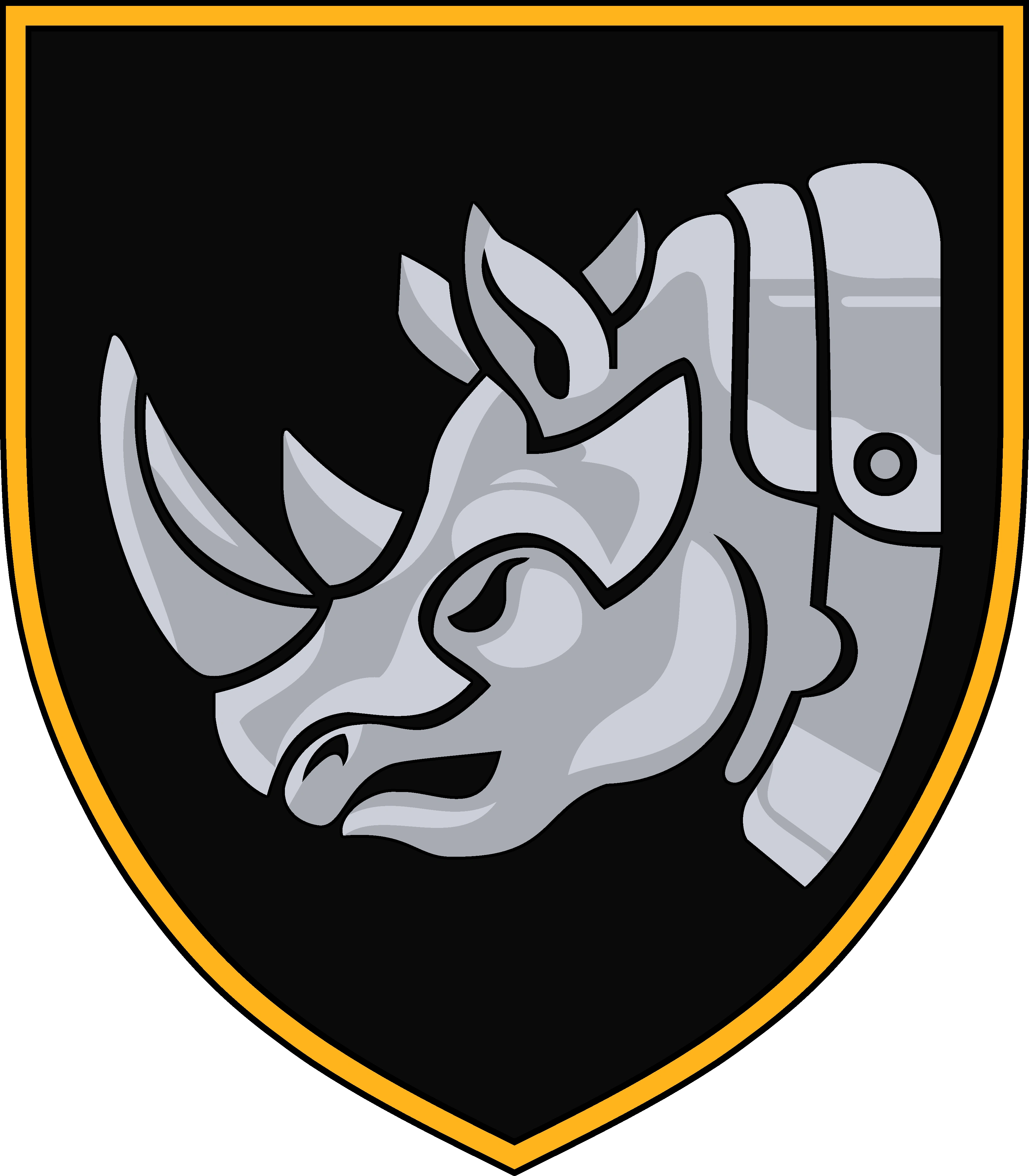
Второй нарукавный знак 4 ОТБр

## Потери

### 2023
1. 14 января 2023 года в районе населённого пункта Бахмут, Донецкой области погиб Сиреджук Виталий Петрович, младший сержант, санитарный инструктор медицинского пункта[6].
2. 8 апреля 2023 погиб Александр Юрченко
3. 14 мая 2023 — Сушик Александр («Сова»). 55 лет, с. Замосты Волынской области. Похоронен в селе Мышев на Волыни[7].
4. 20 мая 2023 — Юдицкий Андрей Владимирович 1985, с. Лисконоги, Новгород-Сиверская сельская община. Погиб в бою возле города Часов Яр, Донецкая область[8].
5. 21 мая 2023 — Гапонюк Николай Григорьевич. 48 лет, с. Велимче, Велимченская сельская община. Погиб в результате обстрела в районе Берховского водохранилища в Донецкой области[9].
6. 21 мая 2023 — Садчук Денис. 30 лет, с. Беляевка. Погиб под Купянском на Харьковщине в следствии попадания ракеты в танк, в котором он находился[10].

### 2024
1. 18 августа 2024 — Максимов Андрей, старший солдат, старший водитель разведывательного взвода 2 стрелкового батальона. Погиб возле населённого пункта Невское, Луганская область[11].
2. 21 августа 2024 — Мельничук Андрей. 4 января 1975, село Романов Житомирской области. Погиб во время боя возле села Новое Лиманской городской общины[12].